# RE Motorsport
RE Motorsport es una escudería mexicana de automovilismo con base en la Ciudad de México, México. La escudería fue fundada en 1976.

## Historia

### Inicios
El equipo sería fundado en 1976, donde hasta 1985, participarían en Campeonatos de 1/4 de milla.

### Fórmula 4
En 2015, RE Motorsport se uniría con RPL Racing para disputar el Campeonato NACAM de Fórmula 4 en la temporada 2015-16, en la temporada lograrían ser subcampeones en la categoría de piloso con el mexicano José Sierra y serían campeones en la copa de naciones con Colombia.
En 2022, entrarían al campeonato sin RPL Racing, donde su mejor resultado sería un tercer lugar con Cristian Cantú en la ronda del Gran Premio de la Ciudad de México de 2022.

### Fórmula México
En 2017, RE Motorsport participaría en la Fórmula México, donde en su primera temporada, José Antonio Ledezma lograría un tercer lugar en el campeonato. En el 2018, Mariano del Castillo ganaría el campeonato de pilotos, además de que el piloto canadiense Nicholas Latifi lograría ganar 2 carreras y hacer una pole en la temporada.
En el último año de la categoría, José Garfias se quedaría con un tercer lugar en el campeonato y Joe Sandoval lograría 3 victorias, 4 poles y 4 victorias en le temporada, quedando en cuarto lugar.

## Resultados

### Categorías actuales

#### Campeonato NACAM de Fórmula 4
| Temporada                | Monoplaza                | Piloto                   | Carreras                 | Victorias                | Poles                    | VR                       | Podios                   | Puntos                   | Pos.                     |
| Anteriormente RPL Racing | Anteriormente RPL Racing | Anteriormente RPL Racing | Anteriormente RPL Racing | Anteriormente RPL Racing | Anteriormente RPL Racing | Anteriormente RPL Racing | Anteriormente RPL Racing | Anteriormente RPL Racing | Anteriormente RPL Racing |
| ------------------------ | ------------------------ | ------------------------ | ------------------------ | ------------------------ | ------------------------ | ------------------------ | ------------------------ | ------------------------ | ------------------------ |
| 2022                     | Mygale M14-F4            | Cristian Cantu           | 11                       | 0                        | 1                        | 1                        | 1                        | 81                       | 6.°                      |
| 2022                     | Mygale M14-F4            | Esteban Rodríguez        | 11                       | 0                        | 0                        | 0                        | 0                        | 50                       | 13.°                     |
| 2022                     | Mygale M14-F4            | Joe Sandoval             | 2                        | 0                        | 0                        | 0                        | 0                        | 10                       | 16.°                     |
| 2023                     | Mygale M14-F4            | Esteban Rodríguez        |                          |                          |                          |                          |                          |                          |                          |
| 2023                     | Mygale M14-F4            | Cristian Cantu           |                          |                          |                          |                          |                          |                          |                          |

### Categorías pasadas

#### Panam GP Series
| Temporada | Monoplaza     | Piloto              | Carreras | Victorias | Poles | VR | Podios | Puntos | Pos. |
| --------- | ------------- | ------------------- | -------- | --------- | ----- | -- | ------ | ------ | ---- |
| 2006      | Tatuus FR2000 | Giancarlo Serenelli | 3        | 0         | 0     | 0  | 0      | 14     | 19.º |
| 2007      | Tatuus FR2000 | Giancarlo Serenelli | 9        | 2         | 2     | 1  | 7      | 176    | 2.º  |

#### LATAM Challenge Series
| Temporada | Monoplaza     | Piloto                      | Carreras | Victorias | Poles | VR | Podios | Puntos | Pos. |
| --------- | ------------- | --------------------------- | -------- | --------- | ----- | -- | ------ | ------ | ---- |
| 2008      | Tatuus FR2000 | Giancarlo Serenelli         | 16       | 7         | 3     | 4  | 12     | 362    | 1.º  |
| 2008      | Tatuus FR2000 | Gerardo Nieto               | 16       | 0         | 0     | 0  | 5      | 180    | 3.º  |
| 2008      | Tatuus FR2000 | David Farías                | 16       | 0         | 0     | 0  | 4      | 156    | 4.º  |
| 2008      | Tatuus FR2000 | Martín Fuentes              | 16       | 0         | 0     | 1  | 0      | 74     | 11.° |
| 2008      | Tatuus FR2000 | Santiago Tovar              | 2        | 0         | 0     | 0  | 0      | 4      | 27.º |
| 2008      | Tatuus FR2000 | Óscar Paredes Arroyo        | 14       | 0         | 0     | 0  | 0      | 0      | 33.º |
| 2009      | Tatuus FR2000 | Giancarlo Serenelli         | 18       | 4         | 4     | 0  | 10     | 318    | 2.º  |
| 2009      | Tatuus FR2000 | Gerardo Nieto               | 18       | 6         | 2     | 0  | 7      | 284    | 3.º  |
| 2009      | Tatuus FR2000 | Juan Piedrahíta             | 18       | 0         | 1     | 0  | 3      | 108    | 9.º  |
| 2009      | Tatuus FR2000 | Martin Fuentes              | 18       | 0         | 0     | 0  | 1      | 104    | 10.º |
| 2009      | Tatuus FR2000 | José Carlos Sandoval        | 2        | 0         | 0     | 0  | 0      | 24     | 18.º |
| 2009      | Tatuus FR2000 | Óscar Paredes Arroyo        | 18       | 0         | 1     | 0  | 0      | 24     | 19.º |
| 2010      | Tatuus FR2000 | Giancarlo Serenelli         | 18       | 5         | 2     | 6  | 12     | 356    | 1.º  |
| 2010      | Tatuus FR2000 | Gerardo Nieto               | 15       | 1         | 4     | 3  | 6      | 214    | 5.º  |
| 2010      | Tatuus FR2000 | Martín Fuentes              | 18       | 1         | 0     | 0  | 5      | 194    | 6.°  |
| 2010      | Tatuus FR2000 | Christofer Berckhan         | 13       | 0         | 0     | 0  | 0      | 78     | 10.° |
| 2010      | Tatuus FR2000 | Óscar Paredes Arroyo        | 18       | 0         | 0     | 0  | 0      | 72     | 11.° |
| 2010      | Tatuus FR2000 | Juan Piedrahíta             | 2        | 0         | 0     | 0  | 0      | 28     | 16.º |
| 2010      | Tatuus FR2000 | Diego Ferreira              | 2        | 0         | 0     | 0  | 0      | 12     | 20.º |
| 2010      | Tatuus FR2000 | José Antonio Garfias Motero | 2        | 6         | 6     | 1  | 6      | 8      | 22.º |
| 2011      | Tatuus FR2000 | Giancarlo Serenelli         | 18       | 7         | 0     | 6  | 10     | 268    | 1.º  |
| 2011      | Tatuus FR2000 | Christofer Berckhan         | 16       | 1         | 0     | 0  | 7      | 194    | 2.º  |
| 2011      | Tatuus FR2000 | Diego Menchaca              | 15       | 0         | 1     | 0  | 3      | 132    | 4.º  |
| 2011      | Tatuus FR2000 | Francisco Cerullo           | 18       | 0         | 0     | 1  | 4      | 164    | 5.º  |
| 2011      | Tatuus FR2000 | Gerardo Nieto               | 8        | 1         | 0     | 0  | 3      | 90     | 9.º  |
| 2011      | Tatuus FR2000 | Diego Ferreira              | 16       | 0         | 0     | 0  | 0      | 86     | 10.º |
| 2012      | Tatuus FR2000 | Francisco Cerullo           | 18       | 6         | 3     | 6  | 13     | 370    | 1.º  |
| 2012      | Tatuus FR2000 | José Carlos Sandoval        | 16       | 4         | 0     | 2  | 10     | 294    | 3.º  |
| 2012      | Tatuus FR2000 | Alan Chanoski               | 18       | 1         | 0     | 0  | 2      | 178    | 5.º  |
| 2012      | Tatuus FR2000 | Sebastián Arriola           | 17       | 0         | 0     | 1  | 2      | 146    | 6.º  |
| 2012      | Tatuus FR2000 | Antonio Apicella            | 17       | 1         | 0     | 0  | 3      | 130    | 7.º  |
| 2012      | Tatuus FR2000 | Gabriel Iemma               | 18       | 0         | 1     | 0  | 0      | 114    | 9.º  |
| 2012      | Tatuus FR2000 | José Enrique López          | 17       | 0         | 0     | 0  | 1      | 52     | 10.º |
| 2012      | Tatuus FR2000 | Charlie Guerrero            | 13       | 0         | 1     | 0  | 0      | 36     | 14.º |
| 2012      | Tatuus FR2000 | Christofer Berckhan         | 2        | 0         | 0     | 0  | 0      | 6      | 19.º |
| 2013      | Tatuus FR2000 | Rodrigo Fonseca             | 2        | 0         | 0     | 0  | 0      | 20     | 17.º |
| 2013      | Tatuus FR2000 | Ricardo Zepeda              | 6        | 0         | 0     | 0  | 0      | 10     | 20.º |
| 2014      | Tatuus FR2000 | Santiago Lozano             | 16       | 6         | 1     | 6  | 11     | 328    | 1.º  |
| 2014      | Tatuus FR2000 | Sebastián Arriola           | 16       | 3         | 2     | 4  | 13     | 312    | 3.º  |

#### Fórmula México
| Temporada | Monoplaza | Piloto                     | Carreras | Victorias | Poles | VR | Podios | Puntos | Pos. |
| --------- | --------- | -------------------------- | -------- | --------- | ----- | -- | ------ | ------ | ---- |
| 2017      | Tatuus    | José Antonio Ledezma       | 4        | 0         | 0     | 0  | 0      | 161    | 3.º  |
| 2017      | Tatuus    | Paul Jourdain              | 2        | 0         | 0     | 0  | 0      | 158    | 4.°  |
| 2018      | Tatuus    | Mariano del Castillo       | 17       | 8         | 7     | 11 | 14     | 1547   | 1.º  |
| 2018      | Tatuus    | José Antonio Ledesma Rueda | 6        | 1         | 0     | 1  | 3      | 350    | 8.°  |
| 2018      | Tatuus    | Nicholas Latifi            | 2        | 2         | 1     | 0  | 2      | 3      | 21.° |
| 2019      | Tatuus    | José Garfias               | 5        | 0         | 0     | 0  | 4      | 333    | 3.º  |
| 2019      | Tatuus    | Joe Sandoval               | 4        | 3         | 0     | 4  | 4      | 299    | 4.°  |
| 2019      | Tatuus    | Freddy Carlo               | 4        | 0         | 0     | 0  | 1      | 241    | 6.°  |
| 2019      | Tatuus    | Santiago Del Rincón        | 2        | 0         | 0     | 0  | 2      | 175    | 7.°  |

## Graduados

### Graduados a Fórmula 1
| Piloto          | RE Motorsport | RE Motorsport | RE Motorsport | RE Motorsport | Fórmula 1              | Fórmula 1       | Fórmula 1 | Fórmula 1 | Fórmula 1 | Fórmula 1 |
| Piloto          | Temporadas    | Carreras      | Victorias     | Podios        | Temporadas             | Equipos         | Carreras  | Victorias | Poles     | Podios    |
| --------------- | ------------- | ------------- | ------------- | ------------- | ---------------------- | --------------- | --------- | --------- | --------- | --------- |
| Nicholas Latifi | 2018          | 2             | 2             | 2             | 2019, 2020, 2021, 2022 | Williams Racing | 61        | 0         | 0         | 0         |

### Graduados a Fórmula 2
| Piloto              | RE Motorsport                      | RE Motorsport | RE Motorsport | RE Motorsport | Fórmula 2  | Fórmula 2            | Fórmula 2 | Fórmula 2 | Fórmula 2 | Fórmula 2 |
| Piloto              | Temporadas                         | Carreras      | Victorias     | Podios        | Temporadas | Equipos              | Carreras  | Victorias | Poles     | Podios    |
| ------------------- | ---------------------------------- | ------------- | ------------- | ------------- | ---------- | -------------------- | --------- | --------- | --------- | --------- |
| Giancarlo Serenelli | 2006, 2007, 2008, 2009, 2010, 2011 | 82            | 25            | 51            | 2012       | Venezuela GP Lazarus | 18        | 0         | 0         | 0         |
| Nicholas Latifi     | 2018                               | 2             | 2             | 2             | 2019       | DAMS                 | 24        | 4         | 9         | 8         |

### Graduados a Fórmula 3
| Piloto         | RE Motorsport          | RE Motorsport | RE Motorsport | RE Motorsport | Fórmula 3        | Fórmula 3     | Fórmula 3 | Fórmula 3 | Fórmula 3 | Fórmula 3 |
| Piloto         | Temporadas             | Carreras      | Victorias     | Podios        | Temporadas       | Equipos       | Carreras  | Victorias | Poles     | Podios    |
| -------------- | ---------------------- | ------------- | ------------- | ------------- | ---------------- | ------------- | --------- | --------- | --------- | --------- |
| Gerardo Nieto  | 2008, 2009, 2010, 2011 | 52            | 8             | 21            | 2013, 2014       | DAV Racing    | 36        | 0         | 0         | 3         |
| Diego Menchaca | 2011                   | 15            | 0             | 3             | 2015, 2016, 2018 | Campos Racing | 62        | 0         | 0         | 7         |
| José Garfias   | 2019                   | 5             | 0             | 4             | 2023             | MP Motorsport |           |           |           |           |

- En negrita los pilotos que disputarán alguna temporada de Fórmula 3 en 2023.